# Бакис
Бакис е полу-легендарен древногръцки прорицател от 6 или 7 век пр.н.е., роден в Беотия.
Той е първият съставител на сборник с предсказания. Получил своята дарба да пророкува от нимфите. Предсказания в хекзаметри витаят около името му по времето на Персийските и Пелопонески войни.
Според Ъруин Род, Бакис е нарицателно име, обозначаващо определени прорицатели, но по-късно се счита вече за име на отделен човек. Бакис е споменат на няколко пъти от Павзаний.